# Ток смещения (радиоэлектроника)
Ток смещения в радиоэлектронике — это постоянный анодный (коллекторный) ток, протекающий, когда к управляющему электроду приложено напряжение смещения.
В практической радиоэлектронике термин «ток смещения» имеет совершенно иной смысл, не связанный с максвелловскими уравнениями. Термин появился благодаря тому, что для нормальной работы электронного прибора обычно требуется установить определенный режим работы по постоянному току — «рабочую точку», которую необходимо «сместить» в нужное положение, подав на вход прибора начальный ток или напряжение.
Напряжением смещения (или просто смещением) электронного прибора (лампы или транзистора) называется постоянное напряжение, приложенное к управляющему электроду (сетке, базе или затвору) относительно опорного уровня катода, эмиттера или истока, для достижения требуемого режима по постоянному току. При этом через прибор протекает постоянный анодный (коллекторный) ток, называемый током смещения.

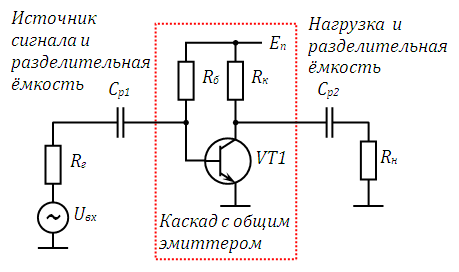
Рисунок 1. Простейший каскад с общим эмиттером и его подключение к источнику сигнала, нагрузке и источнику питания

Для примера, на рисунке 1 изображён простейший усилительный каскад на биполярном транзисторе, включённом по схеме с общим эмиттером и его подключение к источникам сигнала, питания и нагрузке. Ток смещения, протекающий через резистор {\displaystyle R_{k}} при отсутствии сигнала, зависит от начального тока базы, который задаётся резистором {\displaystyle R_{b}}.
В усилителях класса В, мощных генераторах радиочастот, силовых ключах — выходные каскады, как правило, смещены в зону отсечки, то есть ток смещения в покое равен нулю.